# Have a Cigar
Have a Cigar är en låt från 1975 skriven av Roger Waters och framförd av Pink Floyd på albumet Wish You Were Here. Det är den tredje låten på albumet. Den följer Welcome to the Machine, men på den ursprungliga LP-utgåvan inledde den sida två. Den var den enda singeln som gavs ut från albumet.
Liksom Welcome to the Machine kritiserar Have a Cigar musikbranschen, i synnerhet dess girighet och hyckleri. Texten är skriven utifrån en stereotyp skivbolagsdirektör, som tar in ett band och gör medlemmarna till stjärnor. Musiken i Have a Cigar är mer rockorienterad än resten av albumet, med bland annat elpiano och orgel. Låten slutar med ett gitarrsolo som avbryts av en svepande bruseffekt, varpå musiken filtreras till ett AM-radioliknande ljud och övergår i introt till Wish You Were Here.
Texten innehåller raden "Oh by the way, which one's Pink?" (ungefär ’Åh förresten, vem av er är Pink?’) som en symbol för skivbolagsdirektörens arrogans mot bandet. Enligt David Gilmour var det en vanlig missuppfattning bland folk att bandets frontfigur använde "Pink Floyd" som artistnamn, och att det var Pinks band. Citatet användes senare som namn på ett samlingsalbum som utkom 2007: Oh, by the Way.
Sången i Have a Cigar framförs på albumet av Roy Harper. Det är den ena av två av Pink Floyds låtar som inte framförs av en permanent bandmedlem (den andra är The Great Gig in the Sky). Egentligen ville Roger Waters själv framföra sången, men han hade skadat rösten under inspelningen av Shine on You Crazy Diamond, och David Gilmour tackade nej till uppgiften. Harper, som vid tillfället spelade in sitt album HQ på Abbey Road Studios, erbjöd sig att sjunga låten åt bandet. Som ersättning ska han ha fått en mindre summa pengar och blivit lovad[källa behövs] ett livstidskort på crickettemplet Lord's Cricket Ground i London, något som han dock säger sig aldrig ha fått. Harper har bara framfört låten live med Pink Floyd en enda gång.[källa behövs]
1979 gav Warner Bros. Records ut en maxisingel med en discocover på Have a Cigar, producerad av studiobandet Rosebud. På B-sidan fanns en discocover av Money. Låten har också spelats in av bland andra Primus och Foo Fighters.